# Parthenolecanium fletcheri
Parthenolecanium fletcheri är en insektsart som först beskrevs av Cockerell 1893.  Parthenolecanium fletcheri ingår i släktet Parthenolecanium och familjen skålsköldlöss. Arten är reproducerande i Sverige. Inga underarter finns listade i Catalogue of Life.